# رامين
رامين هي قريةفلسطينية في محافظة طولكرم بالضفة الغربية، وتبعد عن مدينة طولكرم حوالي 10 كم، تبلغ مساحة أراضيها 8.868 دونماً، تحيط بالقرية كل من بزاريه، وبيت ليد، وسفارين، وعنبتا، وكفر اللبد، وسبسطية، والناقورة، وبرقة، ودير شرف.

## سبب التسمية
رامين اسم روماني قديم وتعني الحصن المنيع.

## المجالس القروية
- تأسس أول مجلس قروي للقرية في عام 1965 م.

- تم تشكيل مجلس آخر تم انتخابه في عام 1975م.

- المجلس الحالي انتخب في عام 2005 م.

## السكان
بلغ عدد سكان القرية عام 1922 م حوالي 320 نسمة، وفي عام 1931م 423 نسمة، وعام 1945م حوالي 630 نسمة، وفي عام 1967م، بعد الاحتلال الصهيوني حوالي 818 نسمة، وعام 1987م حوالي 968 نسمة وعام 1997 م حوالي 1.567 نسمة.

### ما بعد 1967

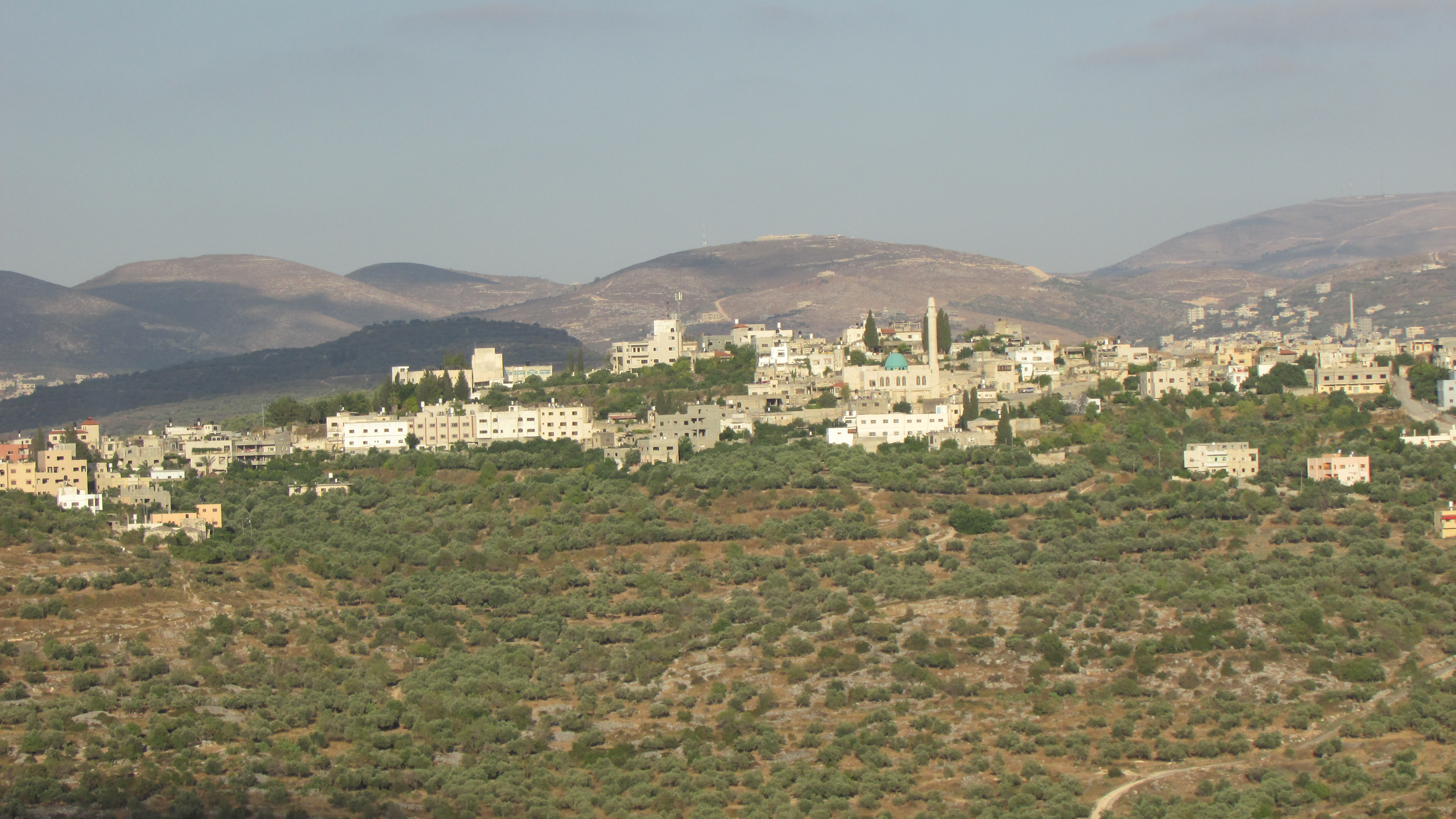
قرية رامين